# Thor (lik)
Thor Odinson je izmišljena oseba in stripovski superjunak z nadnaravnimi sposobnostmi v stripih ameriške založbe Marvel. Ustvarili so ga risarji Jack Kirby, Stan Lee in  Larry Lieber po istoimenskem božanstvu iz nordijske mitologije. Prvič se je pojavil v stripu Journey into Mystery #83 (1962). Gre za enega najbolj znanih Marvelovih superjunakov. 

## Življenjepis lika
Thor je eden izmed bogov Asgarda in sin asgardskega kralja Odina. Poleg svoje asgardske moči in podaljšane življenjske dobe ima Thor nadzor nad vremenom, vključno z dežjem in strelami. Nosi tudi začarano kladivo Mjolnir, ki povečuje njegove sposobnosti in mu daje sposobnost letenja. Njegov posvojeni brat je Loki, bog vragolij, njegova sestra pa je Hela, boginja smrti.

## Filmi
Po upodobitvah v stripih so kasneje posneli veliko filmov, v katerih se pojavlja Thor.
- Thor (2011)
- Thor: Svet teme (2013)
- Thor: Ragnarok (2017)
- Thor: Ljubezen in grom (2022)